# Crater vulcanic

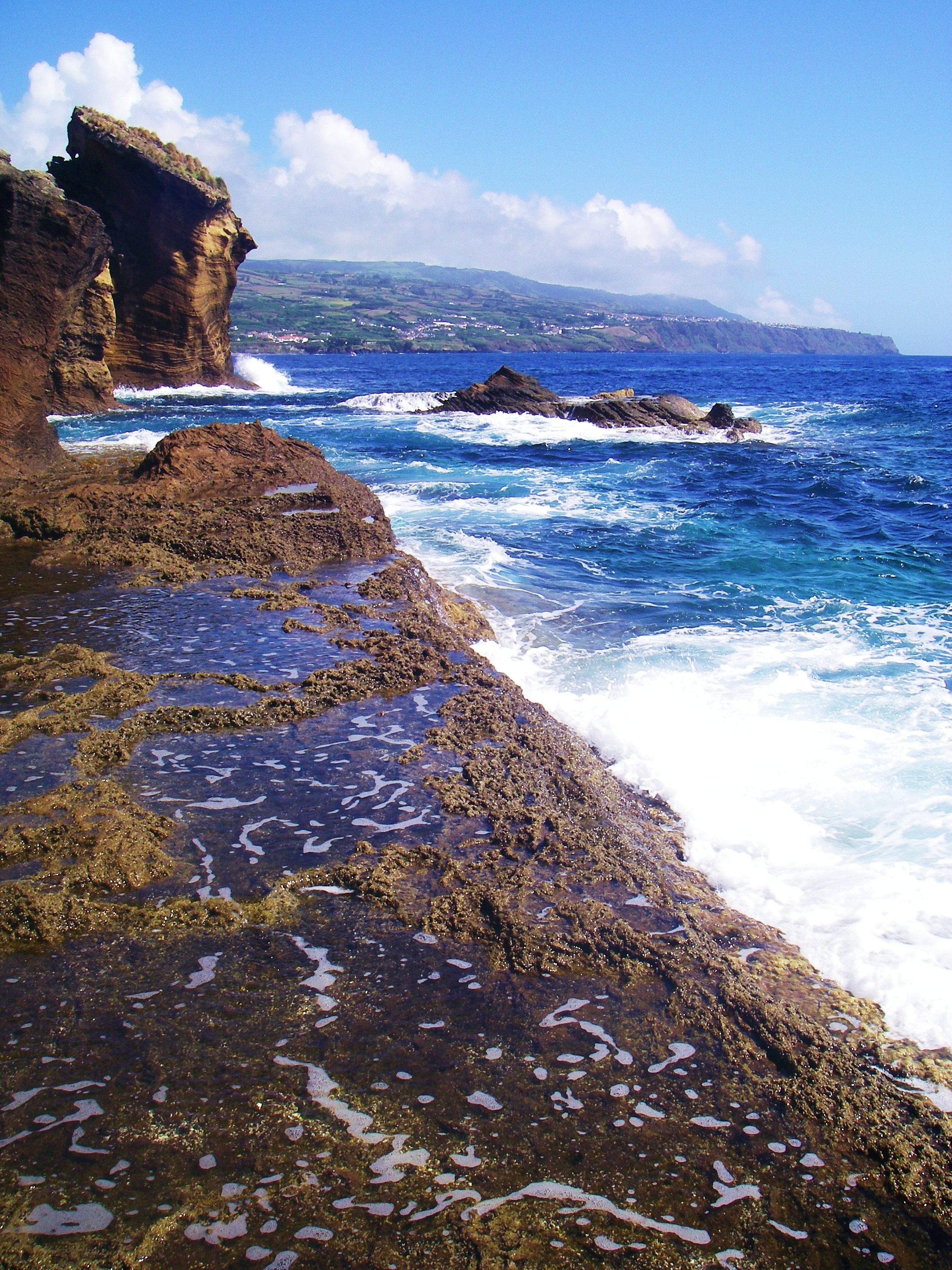
Crater vulcanic format în largul coastelor insulei São Miguel din Azore.

Un crater vulcanic este o depresiune aproximativ circulară, cauzată de activitatea vulcanică. Este de obicei în formă de castron. Un crater vulcanic poate avea dimensiuni mari, uneori de foarte mare adâncime. În timpul anumitor tipuri de erupții explozive, camera de magmă a vulcanului poate să se descarce suficient pentru ca o zonă de deasupra ei să se surpe, formând un tip de crater mai mare cunoscut sub numele de caldeiră.